# ...Y el demonio creó a los hombres
... y el Demonio creó a los hombres és una pel·lícula en blanc i negre coproducció de l'Uruguai i l'Argentina dirigida per Armando Bó sobre el seu propi guió que es va estrenar el 10 de novembre de 1960 i que va tenir com a protagonistes a Isabel Sarli, Armando Bo, Horacio Priani i Maruja Roig.

En aquesta pel·lícula Isabel Sarli diu la seva famosa frase: "¿Qué pretende de mí?".

## Sinopsi
Una bella dona es refugia en una illa i és assetjada constantment per homes de diversos tipus.

## Repartiment
- Isabel Sarli
- Armando Bó
- Horacio Priani
- Maruja Roig
- Mario Casado
- Aníbal Pardeiro
- Alejandro del Castillo
- Pablo Moret
- Ana Moreno
- Brenda Trillo
- María Esther Corán
- Santiago Pedemonte
- Marcel Chanet
- Coco Martínez
- Miguel Paparelli
- Ana Moreno
- Alberto Weschelberger
- Sancho García
- Claudia Lapacó
- Victor Bo

## Comentaris
Rolando Rivieri va comentar a revista Platea:
| « | ”Aquest film és, sens dubte, el primer intent filosòfic seriós de la pantalla nacional. Una espècie de neoexistencialismo angoixant que parteix des de diferents i desconcertants angles per a cristal·litzar una tesi…Magdalena queda prestament en roba interior, i dansa felina i sensual mentre el seu espòs procura parar esment a Sartre..” | » |

Clarín dijo:
| « | ”Fals escàndol. Film primari. Ritme desmaiat.” | » |

Per la seva part Manrupe i Portela escriuen:
| « | ”Fulletó amb pretensions bíbliques de la primera etapa Bó-Sarli, interessant en la seva realització rudimentària i avançament de l'estil definitiu del director.” | » |